# ایرینا فتیسووا
ایرینا فتیسووا (به انگلیسی: Irina Fetisova) (زادهٔ ۱۹۵۶) شناگر اهل شوروی است.